# پیتر گادفری (بازیکن فوتبال، زاده ۱۹۳۸)
پیتر گادفری (انگلیسی: Peter Godfrey؛ زادهٔ ۱۵ مارس ۱۹۳۸) بازیکن فوتبال اهل بریتانیا است.
از باشگاه‌هایی که در آن بازی کرده‌است می‌توان به باشگاه فوتبال چارلتون اتلتیک اشاره کرد.